# 古田肇
古田 肇（ふるた はじめ、1947年〈昭和22年〉9月13日 - ）は、日本の政治家、通産・経産・外務官僚。元岐阜県知事（公選第16・17・18・19・20代）。無所属。2022年3月27日からは全国知事会副会長（東海北陸ブロック）を務める。

## 来歴
岐阜県岐阜市生まれ。岐阜市立加納中学校、岐阜県立岐阜高等学校卒業。1971年6月、東京大学法学部卒業。同年7月、通商産業省（現・経済産業省）に入省（貿易振興局貿易振興課）。同期入省に杉山秀二（事務次官）、今井康夫（特許庁長官）、鹿島幾三郎らがいる。1974年にフランス国立行政学院（ENA）に留学した。
1994年、羽田孜内閣総理大臣の首相秘書官に就任し、村山富市内閣総理大臣の下でも引き続き首相秘書官を務めた。1996年、参議院岐阜県選挙区補欠選挙の候補者に目されるが、出馬を見送った。2002年、外務省に出向し経済協力局長に就任。川口順子外務大臣の下、ODA（政府開発援助）改革に尽力した。2004年9月、梶原拓岐阜県知事（当時）から後継指名を受け、経済産業省を退官した。
2005年2月、岐阜県知事選挙に無所属で立候補し、初当選を果たした。2011年6月、フランスのレジオン・ドヌール勲章シュヴァリエ受章。2021年の知事選で5選。2024年、蒲島郁夫の知事退任後は現職の都道府県知事としては最高齢となった。同年8月8日、2025年の知事選に立候補しないと表明した。

## 人物
- 岐阜市立加納中学校在学中は生徒会長、岐阜県立岐阜高等学校在学中でも生徒会長、応援団長を務めたほか、柔道部に所属。3年の時、1965年の第20回岐阜国体で最終炬火ランナーを務めた[9]。岐阜県知事在任中の2012年の第67回ぎふ清流国体でも開会挨拶の後で炬火ランナーを務めた。
- 経済産業省商務流通審議官在職中は愛・地球博（愛知万博）の責任者を務め、事業計画の立案に尽力した[要出典]。

## 統一教会との関係
共同通信によるアンケートによると、旧統一教会系の団体の行事に関する会合への出席や祝電の送付などの有無について、祝電を送ったことがあるとしている。
2021年12月に開催され、旧統一教会と関連があるとされる団体が後援団体となっている行事に祝電を送付した。 古田は直接的に世界平和統一家庭連合が主催した行事ではなく、宗教性も特段感じられなかったが、のちに後援団体が関連団体であることを覚知したものと回答している。

## 古田県政の評価

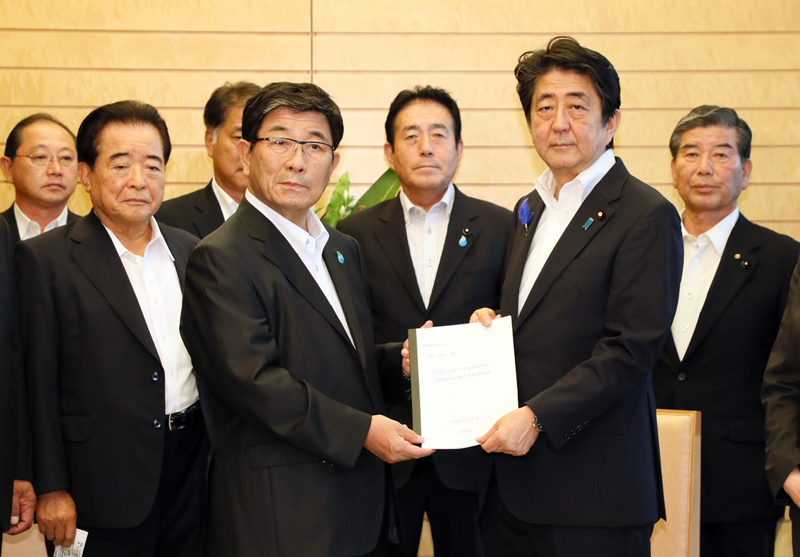
古田肇知事と安倍晋三による面会

### 県政の進め方への評価
岐阜新聞は2020年12月23日付の特集 で、県幹部の意見として「スピード感がすごい」「手堅く進める」と一定の評価をした。特に新型コロナ肺炎が拡大した2020年2月～3月の対応を「専門家や市町村長、経済団体の役員」などと連携して進め「会議が形だけになっている都道府県もある中で、岐阜県では知事に対する専門家からの信頼も厚い」と評価している。

### 財政再建
岐阜新聞は、2020年12月25日付「検証古田県政4期16年」の特集で、古田県政における財政再建に関して、その成果を評価している。岐阜新聞によれば、故・梶原拓前知事による積極的な公共事業投資による県の借金で県の財政は悪化し、実質公債費比率は19.1%と、県債発行に必要な18％未満を大幅に超えるなど、財政悪化を招いたとして梶原県政を批判した。一方、古田に関しては、2006年3月に「行財政改革大綱」を策定し、まずは急増した公 債費を減少に転じさせることを最優先課題として、県債発行の抑制などに取り組んだ。 この結果、公債費は2009年度をピークに減少に転じた。ただ、リーマンショック に端を発した世界同時不況の影響などから、依然として構造的な財源不足が生じる危機的財政状況であった。そのため、2009年に財源不足の解消に「岐阜県行財政改革指針」を策定。その後も「行財政改革アクションプラン」を策定し、構造的な財源不足を解消し、持続可能な財政運営への道筋をつけた。これにより、10年度からの財政再建により、わずか3年で、この状態を解消したとして、一定の評価をしている。県職員や県議の声として、この財政再建を「古田氏の顕著な功績だ」と伝えている。岐阜県の2019年度の実質公債費比率は6.6%で、全国で3番目に良好な値にいる。このことに関して、岐阜新聞は、県担当者の声として「将来に過度に負担をかけない財政運営ができている」と伝え、県政の財政再建の実績を認めた。

### コロナ対策への評価
新型肺炎に対して、古田は11月27日の記者会見で「愛知県由来、なかでも名古屋市の繁華街由来」が多いと注意喚起をした。岐阜新聞によれば、古田はコロナ対策に関して、県庁舎整備費などを移し替えで85億円を捻出、さらに2021年度の補正予算として1104億円を工面したと伝えている。また、県担当者の声として「できることはすぐやるように」と指示があったと伝えている。岐阜新聞は、この決断に対して「国の方針を先どる形で補正を組んだ。勇気の要る、思い切った決断だった」「スピード感のある対応だった」と評価した。
また、岐阜新聞によれば、コロナ状況として「ステージ４の50％に近付きつつある」という古田の認識を伝え、「年末年始が瀬戸際だ」と、危機感を募らせていることを伝えている。県の対応として、ホテルの借り上げなどをして「自宅療養ゼロ」を掲げているが、古田の言葉として「このままでは維持できない状況」と、切迫している状況を伝えている。古田は県民へ「初詣の自粛」や「酒類を伴う大人数での飲食の自粛」を改めて呼びかけた。また「成人式の延期」なども市町村に要請し、これを受けて、大垣市、可児市、川辺町などは、5月の大型連休への延期を決めた。古屋圭司衆議院議員はこれら対応を「先手先手の取り組み」として評価し、豚コレラや新型肺炎など感染症対策の古田の手腕を「見事」と評価した。
コロナ対策について、県幹部は、岐阜新聞のインタビューで「古田氏の求める仕事のレベルとスピードについていくのが大変」として、結果が求められる危機管理に対して、前後24時間の結果と対策を求める対応について「迅速」な対応ができたと評価した。古田の対応を「頭だけで突っ走ることなく」「情報をできるだけ集めている」ことをあげ、「着実に進めていくスタイル」と評価した。

### 豚コレラ対策への評価
2018年に岐阜県などで発生した豚コレラ対策について、岐阜新聞へのインタビューに対して県職員は「危機管理に真骨頂」と絶賛した。県幹部の言葉として「県職員との会議の場から、農林水産省の幹部や国会議員に直接電話をして姿勢を正す場面もあった」として「国と対等に渡り合う」「対応は完ぺきだった」としている。

### 古田県政への批判
古田への批判として「情報発信力の低さ」が指摘されている。岐阜新聞は、テレビなどの出演を嬉々としている他都府知事がいる一方で、古田の露出は「控え目」としている。その原因を「本人の性格」と分析したうえで「県の対策は全国的にアピールできる内容なのに発信力が弱い」と批判している。
また、中日新聞はベテラン議員の話として、昔は「知事もいろんな職員とカレーを食べながら」意見を聴くなどの姿勢があったことを挙げて、職員に「溶け込もうとした」という逸話を紹介した。しかし「カレーライスの会もいつしかなくなった」として、その議員が「新型コロナ対応などの古田の手腕を評価」しつつも、職員とのコミュニケーションの不足を指摘している。さらに、2021年の県知事選挙で保守分裂になった要因として、県議らの陳情を古田が受け入れなかった事例があり「県議らの不満」が溜まり保守分裂につながったと分析した。しかし、中日新聞は記事の論評として、県議らの陳情を受け入れなかったことは県政において「決して大きな失点ではない」としている。また、関係者の談話として「古田降ろしは感情論にすぎない」というコメントを紹介した。

### 古田県政への県民の評価
岐阜新聞は2020年12月7日朝刊で、古田県政への県民の評価を発表した。古田の県政運営について「評価する」が12%、「ある程度評価する」が51%で合計63％が一定の評価をする一方、「評価しない」などの非評価層は13％にとどまっている。

## 2021年岐阜県知事選挙の選挙活動
古田は、2021年1月7日に告示された岐阜県知事選挙に立候補したが、コロナの感染拡大や首都圏での非常事態宣言発令をうけ「この状況で県庁を離れることはできない」として、個人演説会や集会等の人を集めた選挙活動には加わらないと明らかにした。知事選では自民党岐阜県連の支持が古田と江崎禎英で割れる「保守分裂」の構図となり、古田が江崎を約7万票差で破った。

## 次期知事選
2024年8月8日の定例記者会見で、2025年2月の任期満了に伴う知事選に立候補しない意向を示した。古田は「（県内開催の）全国高校総合文化祭（総文祭）が終わり一区切りがついた。いろいろ考えた上で20年が節目と思い、決断をした」と述べた。
古田が出馬しなかった次期選挙では、2021年の知事選で破れた江崎が初当選した。

## 略歴
- 1947年9月13日 - 岐阜県岐阜市生まれ
- 1963年 - 岐阜市立加納中学校卒業
- 1966年 - 岐阜県立岐阜高等学校卒業
- 1971年 - 東京大学法学部卒業
- 1971年 - 通商産業省入省(貿易振興課[28])
- 1972年 - 通商政策局経済協力課[28]
- 1974年 - フランス国立行政学院（ENA)留学
- 1976年 - 資源エネルギー庁公益事業部計画課[28]
- 1977年 - 通商政策局国際経済課[28]
- 1979年 - 大臣官房秘書課[28]
- 1981年 - 資源エネルギー庁石油部計画課長補佐
- 1983年 - 機械情報産業局総務課[28]
- 1984年 - 大臣官房秘書課[28]
- 1985年 - 機械情報産業局宇宙産業室長
- 1987年 - JETROニューヨーク産業調査員
- 1990年 - 産業政策局流通産業課長
- 1992年 - 基礎産業局基礎化学品課長
- 1994年
  - 4月 - 羽田孜内閣総理大臣秘書官
  - 7月 - 村山富市内閣総理大臣秘書官
- 1996年 - 大臣官房会計課長
- 1998年 - 通商政策局経済協力部長
- 2000年 - 機械情報産業局次長兼内閣審議官
- 2001年 - 経済産業省商務流通審議官
- 2002年 - 外務省経済協力局長
- 2004年 - 外務省退官
- 2005年 - 岐阜県知事選挙に出馬、初当選
- 2009年 - 岐阜県知事再選
- 2013年 - 岐阜県知事3選
- 2017年 - 岐阜県知事4選
- 2021年 - 岐阜県知事5選[29]
- 2024年8月8日 - 次期知事選への不出馬を表明[30]
- 2025年1月29日 - 岐阜県庁で事務引継式。